# عبدالله امیرنظام قراگوزلو
عبدالله خان امیرنظام قراگوزلو (درگذشته ۱۳۳۴ قمری) معروف به امیرنظام لتگاهی از خوانین همدان و وزیران و قانونگذاران روزگار قاجار بود.
امیرنظام پسر مصطفی‌قلی‌خان اعتمادالسلطنه قراگزلو بود. او در دوران مظفرالدین‌شاه ملقب به سردار اکرم شد. مدتی حاکم سرخس و مدتی حاکم خوزستان بود. در سفر دوم فرنگستان از همراهان مظفرالدین‌شاه بود. در دوران محمدعلی‌شاه به مقام امیرنظامی و وزارت جنگ رسید و پس از خلع محمدعلی‌شاه در کابینه دوم ناصرالملک وزیرمالیه شد. در سال ۱۲۹۳ به عنوان نماینده همدان وارد مجلس شورای ملی شد (تصویب اعتبارنامه: ۱۴ دی). هنوز عمر مجلس به نیمه نرسیده، عین الدوله او را بار دیگر به عنوان وزیرمالیه برگزید و در یازدهم اردیبهشت به مجلس معرفی کرد. در پانزدهم تیر همان سال، دولت عین الدوله بر سر اغتشاشات کرمانشاه به استیضاح کشیده شد. عین الدوله و اعضای دولتش جلسه استیضاح را به حالت قهر ترک کردند و استعفا دادند.

## زندگی‌نامه
حاجی عبدالله خان قراگوزلو (سردار اکرم) مشهور به ساعدالسلطنه، سردار اکرم و امیر نظام، از ملاکین بزرگ ایران در زمان قاجار بود. ایشان سمت‌های دولتی مختلفی از جمله حاکم‌خوزستان، حاکم کرمانشاه و وزیر مالیه را در دولت قاجار عهده‌دار بوده‌است. او در جریان انقلاب مشروطه نیز نقش داشته‌است. او در زمان به قدرت رسیدن شیخ خزعل به حکومت خوزستان منصوب شد. وی علی‌رغم اطلاع از اوضاع منطقه عملاً با مسائل شیخ خزعل از قبیل نحوهٔ انتخاب اجاره‌داران مالیات نواحی فلاحیه و جراحی روبرو گردید. حسینقلی نظام‌السلطنه، نواحی جراحی و فلاحیه را از حکومت مرکزی خریداری و زمین‌هایشان را به کشتکاران عرب اجاره داده بود و شیخ خزعل انتخاب و تعیین اجاره‌داران را حق خود می‌دانست؛ اما سردار اکرم این امر را قبول نکرد. بدین ترتیب اختلاف بین آن‌ها آغاز شد. سردار اکرم برای مبارزه با شیخ خزعل به قبایل بختیاری تکیه ورزید و شیخ خزعل به همکاری قبایل لر دل بست؛ اما قبایل بختیاری در موقع حساسی که باید پشت سردار اکرم را می‌گرفتند، از زیر بار مسئولیت شانه خالی کردند و شرط همکاری را واگذاری ناحیهٔ جراحی اعلام کردند. این امر و حمایت نکردن دولت مرکزی از سردار اکرم سبب شکست او از شیخ خزعل شد و در نتیجه از سمت خود معزول شد.
سفر وی به مکه در سال ۱۳۱۹ هجری قمری با کشتی دولتی از طریق بندر انزلی به سمت استانبول و از آنجا مجدداً با کشتی به سمت جده به انجام رسید. از همسفرهای وی در این سفر، شیخ فضل‌الله نوری بوده‌است و از آنجا که کاروان آنها یک کاروان ویژه بوده، در هر شهری با استقبال روبرو می‌شده‌است. به خصوص در استانبول دیداری هم با سلطان عثمانی داشته‌اند. او از تجربیاتش در این سفر کتاب سفرنامه مکه معظمهرا نگاشته‌است.
ایشان در سال ۱۳۳۴ هجری قمری درگذشت.

### فرزندان
امیرنظام قراگوزلوی کبودراهنگی سه پسر به نام‌های حسین‌قلی (ساعدالسلطنه)، منصورعلی (سردار اکرم) و محتاج‌علی بود. حسین‌قلی که پس از مرگ پدر لقب امیرنظام را از او به ارث بد و همچون پدر، دوره‌ای هم وزیر جنگ شد، دارای یک دختر و دو پسر بود. دخترش به کربلا رفت و با یک عراقی پیوند زناشویی بست و همان‌جا درگذشت.
پسران حسین‌قلی خان، یکی ابراهیم قراگوزلو بود که به آمریکا رفت و دیگری محمداسماعیل قراگوزلو که بعدها نام‌خانوادگی‌اش را به قیمت‌چی تغییر داد. او در کرمانشاه مغازه عتیقه‌فروشی و فرش‌فروشی باز کرد و با میمنت شماعی همدانی ازدواج کرد و در همان شهر در سال ۱۳۵۱ درگذشت. او دارای هفت دختر بود:
منصوره دختر بزرگ قیمت‌چی با محمد شکردست ازدواج و دارای سه پسر به نام‌هایحسین و مهدی و مسعود و یک دختر به نام بهجت شد. احترام، دختر دوم قیمت‌چی با آقای منصوری ازدواج کرد و دارای یک پسر به نام جلال و یک دختر به نام محبوبه شد. دختر سومش سرور با صیرفی نفیس دولت‌شاهی ازدواج کرد و دارای یک پسر به نام فرج‌الله شد و از ازدواج دومش با الفت خان سهرابی دارای پنج فرزند با نام‌های شبیر شهره زهره شهریار و مرضیه شد. دختر چهارم، افتخار با آخوند سیدعلی میبدی ازدواج کرد و دارای چهار دختر به نام‌های لعیا، مهنا، فیحا و شکیبا شد. دختر پنجمش فروغ در سن دوازده سالگی درگذشت و دختر ششم، عزت‌الملوک با حسین سمیدی همدانی ازدواج کرد و دارای دو پسر به نام‌های محمدجواد و محمدجلیل و دو دختر به نام‌های جنت و جمیله شد. دختر هفتم وجیهه با جواد منصفی زناشویی ازدواج کرد و فرزندی نداشت.